# Ai vostri ordini, signora...
Ai vostri ordini, signora... è un film italiano del 1939 diretto da Mario Mattoli.

## Trama
Il giovane e povero Pietro Haguet accetta un'offerta di lavoro della ricca Marion, con la quale lei vuole liberarsi dell'asfissiante presenza di tanti pretendenti, evidentemente interessati solo al suo patrimonio. Il lavoro di Pietro consiste dunque nel fingersi il suo fidanzato, cosa che egli fa di buon grado vista la sua situazione economica. Poi le cose cambiano ed i due finti fidanzati scoprono di essere davvero innamorati l'uno dell'altra.
Pietro, a quel punto, non vuole più dipendere da Manon e la lascia per trovare una occupazione dignitosa e degna. Ma Manon per il dolore accetta la corte di uno dei tanti pretendenti che prima aveva sempre respinto, e si appresta a sposarlo. Quando ormai tutto sembra stabilito, interviene una novità: Pietro eredita una fortuna dal solito zio d'America. Riuscirà quindi ad essere lui a sposare Manon.